# American Girl (canção de Bonnie McKee)
"American Girl" é uma canção da cantora e compositora norte-americana Bonnie McKee. Foi escrita pela própria com Jon Asher, Oliver Goldstein, Alex Drury, Jacknife Lee, sendo produzida por Goldstein e Josh Abraham com produção adicional de Matt Rad e Sean Walsh na produção vocal e engenharia.

## Composição
Durante uma entrevista para o revista Billboard, a artista disse:
| “ | Eu realmente me apaixonei em um estacionamento 7-11 aos 12 anos de idade. Lembro-me de tentar levar as pessoas a comprar cigarros e cerveja e sentada em seu skate, então eu estou descrevendo a minha própria vinda de idade, como uma adolescente nos Estados Unidos, e como o mundo inteiro estava aberto para mim e eu poderia ser qualquer coisa. A canção capta esse sentimento triunfante de ver o que o futuro nos reserva, fazer o que quiser, e torná-lo seu. E eu literalmente sinto que foi criada pela televisão. Aprendi muitas lições de vida em sitcoms e vídeos musicais. | ” |

Para a Newsweek a cantora acrescentou:"Além disso, vídeos musicais realmente moldam quem eu sou esteticamente, apenas assistindo MTV e VH1 e querendo fazer vídeos de música tão mal".

## Lançamento
McKee disponibilizou a faixa para download gratuito através de sua página do Facebook. A canção foi lançada no iTunes em todos os países, exceto para o Reino Unido em 23 de julho de 2013.

## Recepção crítica
Dylan Mial da BlogCritics em um comentário positivo, dizendo "É impossível se abster de qualquer balançada de cabeça ou bateida de pé enquanto ouve esta música de verão pop chiclete. "American Girl" é o hino de verão deste ano!". Alex Kritselis da Bustle positivamente disse "McKee nos deu uma amostra do que podemos esperar do sua nova música com "American Girl" - uma faixa criminalmente viciante que comemora o objetivo de McKee "tomando conta do mundo". Perez Hilton deu uma crítica positiva a canção dizendo:"É bom ver Bonnie balançar-se por conta própria, depois de forjar uma carreira a escrever canções para outros, como Katy Perry, Ke$ha, Britney Spears, Kelly Clarkson e Rita Ora, entre outros. E se você estava pensando que música você vai ter preso na sua cabeça pelos próximos 6 meses, não queira saber mais! American Girl é tão cativante!". Mikael Wood da Los Angeles Times disse que "American Girl" compartilha o título com uma canção de Tom Petty e seu saltitante sulco electro-pop com qualquer número de hits de Katy Perry. Mas com "American Girl", Bonnie McKee é proprietária de uma música como nunca fez antes. Qualquer fãs dos singles Hold It Against Me, Dynamite, Teenage Dream, California Gurls, entre outros escritos pela cantora iriam levar rapidamente a "American Girl", em que McKee percorre os vários aspectos de sua americanidade - seu sangue corre quente, ela quer dominar o mundo, ela foi "criada por uma televisão" - sobre o tipo de lambidas de sintetizadores cristalizadas que parecem necessária para as rádios Top 40.
Philip Lickley, da All Noise, deu à canção a nota 6 a partir de uma escala de dez e acrescentou que "A co-compositora por trás de uma série de grandes sucessos recentes, incluindo um monte de grandes rebatedores de Katy Perry, é fácil de ouvir o som de Perry. Infelizmente, porém, como Ed Drewett fez no início do mês, ela parece ter deixado o seu melhor material para trás, deixando-se com uma canção média no verão que veste suas sensibilidade pop em suas mangas, mas ainda pouco. Julgada como uma canção pop pura estes carrapatos vão aquelas caixas com uma batida de pé tocando e uma disposição ensolarada. Significa que "American Girl" não decepciona, mas, entre o autotune e o agudo final, não é um grande gancho para agarrar.

## Videoclipe
Um vídeo promocional da canção "American Girl" foi carregado na conta de McKee no YouTube em 26 de junho de 2013 para acompanhar o lançamento da canção. O vídeo apresenta várias celebridades, incluindo Macklemore, Carly Rae Jepsen, Kiss, Katy Perry, Karmin, Jason Derulo, Kesha entre outros artistas.
O vídeo oficial da música foi dirigido por Justin Francis, e estreou no canal de McKee no VEVO em 22 de julho de 2013 e foi visto por mais de 2 milhões de vezes. McKee afirmou durante um bate-papo em 1 de julho de 2013 que o vídeo foi inspirado no filme Spring Breakers: "Nós roubamos um carro, vamos ao shopping e outras coisas de americanas. Eu também danço muito, foi realmente visuais brilhantes e imagens coloridas e esse é o tipo do que eu queria fazer, era dar aos meus fãs um vislumbre sobre a minha cabeça e que minha vida era como um adolescente crescendo na América. Eu queria dar minha própria experiência americana". A MTV disse uma resenha sobre o vídeo escrevendo: "Bonnie, com roupas laranjas, cabelo colorido, e alguns amigos para sair, com de álcool. Depois de parar para fazer alguns lanches, as meninas se preparam para um dia de piscina, com brinquedos de água de plástico e toneladas de biquínis sumários". Foram feitas comparações entre o vídeo de "American Girl" com o de "Teenage Dream", que McKee co-escreveu.

## Performances ao vivo
McKee realizou a faixa pela primeira vez no Hotel Coffee em 20 de maio de 2013, e mais tarde na KISS-FM em 2 de julho de 2013. Ela também cantou a canção no programa Good Morning America em 13 de agosto de 2013.

## Faixas e formatos
A versão single de "American Girl" contém apenas uma faixa com duração de três minutos e quarenta e três segundos.
| Descarga digital |                 |         |  |
| N.º              | Título          | Duração |  |
| 1.               | "American Girl" | 3:43    |  |

## Desempenho nas tabelas musicais
| Posições (2013)                                 | Melhor posição |
| ----------------------------------------------- | -------------- |
| O campo songid é OBRIGATÓRIO PARA PARADA ALEMÃ  | 82             |
| Austrália (ARIA Charts)                         | 51             |
| Austrália (Australian Hitseekers Singles Chart) | 1              |
| Canadá (Billboard Canada CHR/Top 40)            | 44             |
| Canadá (Billboard Canada Hot AC)                | 44             |
| Coreia do Sul (Gaon)                            | 41             |
| Estados Unidos (Billboard Hot 100)              | 87             |
| Estados Unidos (Billboard Mainstream Top 40)    | 24             |
| Estados Unidos (Billboard Adult Top 40)         | 37             |
| Nova Zelândia (Recorded Music NZ)               | 39             |
| Ucrânia (Ukraine Singles Charts)                | 1              |

## Histórico de lançamento
| Região         | Data                | Formato                | Gravadora                      |
| -------------- | ------------------- | ---------------------- | ------------------------------ |
| Estados Unidos | 16 de julho de 2013 | Contemporary hit radio | Epic Records                   |
| Brasil         | 23 de julho de 2013 | Digital download       | Epic Records, Kemosabe Records |
| Nova Zelândia  | 23 de julho de 2013 | Digital download       | Epic Records, Kemosabe Records |